# Burgsalach
Burgsalach ist eine Gemeinde im mittelfränkischen Landkreis Weißenburg-Gunzenhausen und ein Mitglied der Verwaltungsgemeinschaft Nennslingen.

## Geografie

### Geografische Lage

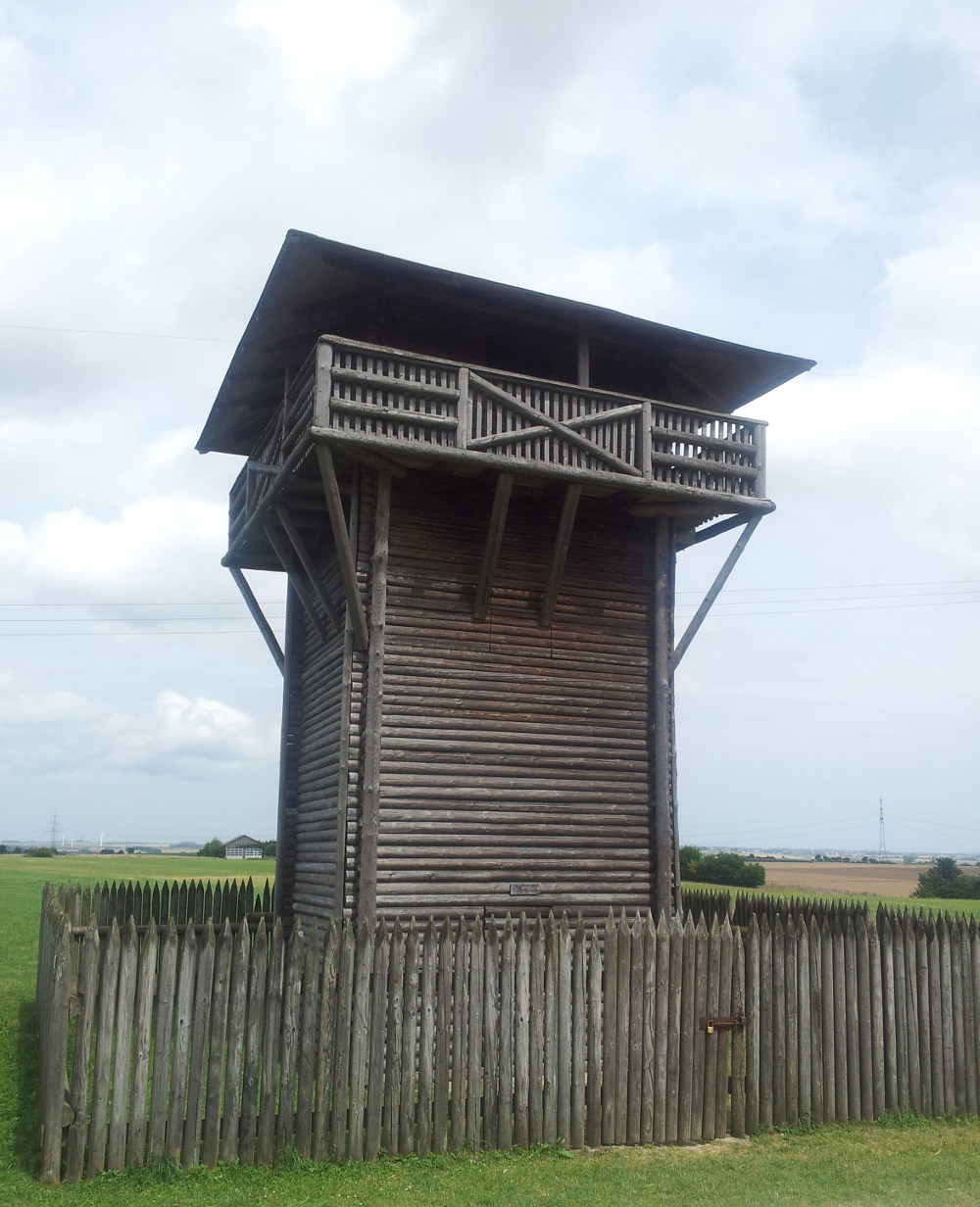
Historisch falsch rekonstruierter hölzerner Limeswachturm nahe der Turmstelle Wp 14/48

Die Gemeinde liegt im Nordosten des Landkreises Weißenburg-Gunzenhausen in der Region Westmittelfranken. Burgsalach befindet sich auf einer Hochfläche der Weißenburger Alb, einem Teilhöhenzug des Mittelgebirges Fränkische Alb, fast unmittelbar am Limes. Der Rätische Limes, die einstige Nordgrenze der römischen Provinz Rätien, durchquert die Hochfläche. Der Burgus Burgsalach, ein Kleinkastell aus der Spätzeit des Limes gilt als besonderes Bauwerk, das in ähnlicher Form nur noch in Nordafrika zu finden ist. Die Grundmauern dieses Burgus, Fundamente eines steinernen Wachturms und ein nachgebildeter Holzwachturm zeugen von der Zeit der römischen Herrschaft.
Als eines der wenigen Gewässer der Gemeinde fließt im Nordosten die Anlauter vorbei, die auf Gemeindegebiet vom Aschbach gespeist wird. In Burgsalach treffen die Staatsstraßen 2227 und 2228 zusammen. Südlich von Burgsalach liegt das Waldgebiet Wildhau, im Norden der Berg Büchelberg.
Die Nachbargemeinden sind:
|                                  | Bergen                                      |             |
| Weißenburg in Bayern, Ettenstatt | Kompassrose, die auf Nachbargemeinden zeigt | Nennslingen |
| Weißenburg in Bayern             |                                             | Raitenbuch  |

### Gemeindegliederung
Es gibt drei Gemeindeteile (in Klammern ist der Siedlungstyp angegeben):
- Burgsalach (Pfarrdorf)
- Indernbuch (Dorf)
- Pfraunfeld (Pfarrdorf)

Zugleich gibt es die drei Gemarkungen Burgsalach, Indernbuch und Pfraunfeld auf dem Gemeindegebiet. Die Gemarkung Burgsalach hat eine Fläche von 11,717 km². Sie ist in 1297 Flurstücke aufgeteilt, die eine durchschnittliche Flurstücksfläche von 9034,27 m² haben.

## Geschichte

### Bis zur Gemeindegründung
Das Fürstentum Ansbach und die Schenken von Geyern teilten sich im Ort die Herrschaftsrechte. 1796 sequestrierte Preußen die Geyerschen Rechte. Im Vertrag von Paris (Februar 1806) fiel Burgsalach mit dem 1792 preußisch gewordenen Fürstentum Ansbach durch Tausch wie andere Teile Frankens auch an das Königreich Bayern. Im Zuge der Verwaltungsreformen in Bayern entstand mit dem Gemeindeedikt von 1818 die damalige Gemeinde Burgsalach.

### Eingemeindungen
Am 1. Januar 1971 wurde das gemeindefreie Gebiet Raitenbucher Forst aufgelöst und der kleinere Nordteil mit einer Fläche von 94 Hektar nach Burgsalach eingegliedert (der südliche Teil kam zu Raitenbuch).
Am 1. Juli 1971 wurde die Gemeinde Indernbuch nach Burgsalach eingemeindet. Pfraunfeld kam am 1. Mai 1978 freiwillig dazu.

### Gemeindeteile
- Burgsalach (frühere Schreibweise Salach)

Bei einer Kirchenweihe durch Bischof Gundekar II. von Eichstätt 1070 erstmals erwähnt. 1281 übergaben Conrad und Hanricus von Salach dem Kloster Wülzburg das Patronatsrecht über die Kirche von Salach. 1545 gehört das Dorf dem Schenken von Geyern. 1551 hieß es Salach bei Raitenbuch. Das Schloss wurde 1744 auf den Grundmauern des Schulhauses erbaut. 1913 erhält der Ort die Stromversorgung und wird 1951 an die Wasserversorgung angeschlossen.
- Indernbuch

Der Ort wurde wohl im 12. Jahrhundert gegründet – „im Waldesinnern“, wie der Name besagt. Die wohl erste urkundliche Erwähnung stammt aus dem Jahr 1119, dort wird der Ort als Unnternpuch bezeichnet. Damals wurden der Kirche zu Eichstätt Einkünfte aus einem Hof in Indernbuch geschenkt. Mit diesen Einkünften wurde 1473 die in der Mitte des Ortes errichtete Kirche finanziert, die 1674 durch Blitzschlag zerstört wurde. An ihrer Stelle befindet sich heute ein Bushaltehäuschen mit einem Glockentürmchen.
- Pfraunfeld

Erste geschichtliche Daten stammen von einem Wicpert von Pfrumveld, der 1179 ein Gut in Höbing nach Berchtesgaden verschenkte. Im Dreißigjährigen Krieg wurde der Ort bis auf die Kirche vollständig zerstört. Von 1693 bis 1863 Erzabbau. Dieses Bohnerz wurde in Obereichstätt verhüttet. Der Eingang zur früheren Erzgrube ist heute noch erkennbar. In der 1910 von den Bürgern in der Ortsmitte errichteten Kirche ist eine Prozessionsstange der Bergleute aus dem 18. Jahrhundert zu sehen.

### Einwohnerentwicklung
| Jahr      | 1961 | 1970 | 1987 | 1991 | 1995 | 2000 | 2005 | 2010 | 2015 | 2020 |
| --------- | ---- | ---- | ---- | ---- | ---- | ---- | ---- | ---- | ---- | ---- |
| Einwohner | 0970 | 0976 | 0998 | 1119 | 1145 | 1178 | 1208 | 1163 | 1150 | 1175 |

## Politik

### Bürgermeister und Gemeinderat
Erster Bürgermeister ist Volker Satzinger (Dorfgemeinschaft Burgsalach (Pfraunfeld, Indernbuch)).
| Wahlvorschlag                       | 2020 | 2020  | 2014  |
| Wahlvorschlag                       | %    | Sitze | Sitze |
| ----------------------------------- | ---- | ----- | ----- |
| Dorfgemeinschaft Burgsalach         | 54,4 | 7     | 6     |
| Dorfgemeinschaft Pfraunfeld         | 28,0 | 3     | 4     |
| Freie Wählergemeinschaft Indernbuch | 17,6 | 2     | 2     |

### Wappen
| Wappen von Burgsalach | Blasonierung: „Gespalten; vorne fünfmal gespalten von Schwarz und Silber, hinten in Blau ein hervorkommender silberner Limesturm mit goldenem Dach und goldenem Umgang.“ |
| Wappen von Burgsalach | Wappenbegründung: Durch das Gemeindegebiet von Burgsalach führt der römische Limes. Hier liegt auch ein besonders interessantes römisches Befestigungswerk, ein so genannter Burgus Darauf weist der Limesturm im Wappen. Die fünfmalige Spaltung aus dem Wappen der Herren von Salach bezieht sich auf das einstige Ortsadelsgeschlecht. |

## Baudenkmäler
- Pfarrhof (Burgsalach)

## Wirtschaft und Infrastruktur

### Wirtschaft einschließlich Land- und Forstwirtschaft
Im Jahr 2020 gab es nach der amtlichen Statistik im produzierenden Gewerbe 105, im Bereich Handel und Verkehr zehn und in sonstigen Wirtschaftsbereichen 32 sozialversicherungspflichtig Beschäftigte am Arbeitsort. Sozialversicherungspflichtig Beschäftigte am Wohnort gab es insgesamt 520. Im verarbeitenden Gewerbe gab es einen Betrieb, im Bauhauptgewerbe drei Betriebe. Zudem bestanden im Jahr 2016 42 landwirtschaftliche Betriebe mit einer landwirtschaftlich genutzten Fläche von 1365 Hektar, davon waren 1060 Hektar Ackerfläche und 304 Hektar Dauergrünfläche.

### Verkehr
Bei Burgsalach verläuft als Teilabschnitt des Deutschen Limes-Wanderwegs der Limeswanderweg.

### Bildung
Im Jahr 2021 gab es folgende Einrichtungen:
- Kindergärten: 53 Kindergartenplätze mit 51 Kindern

### Telekommunikation
- Östlich von Indernbuch steht ein 158 Meter hoher Fernmeldeturm der Deutschen Funkturm GmbH (DFMG) aus Stahlbeton (49°2'42" nördliche Breite und 11°5'14" östliche Länge).

## Persönlichkeiten
- Johann Balthasar Bernhold (1687–1769), evangelischer Geistlicher und Rektor der Universität Altdorf